# Ellingen (Prenzlau)
Ellingen ist ein kleines Dorf im Nordosten Brandenburgs im Landkreis Uckermark. Mit nur ca. 90 Einwohnern gehört der Ort zu den kleinsten Ortsteilen von Prenzlau. Das Dorf ist ein Gemeindeteil vom Ortsteil Dedelow.

## Geographie
Das Dorf liegt ca. 108 km nördlich von Berlin und 58 km westlich von Stettin (Polen). Im Osten Ellingens verläuft der von Prenzlau kommende Fluss Ucker auf seinem Weg ins Stettiner Haff.

## Geschichte
Ellingen wurde 1285 erstmals urkundlich mit dem Namen „Otto de Ellinge“ erwähnt. Vor der Ortsgründung gab es bereits slawische Siedlungen. Im Mittelalter gehörte Ellingen zum Besitz der Familie v.Arnim. Später gelangte das Dorf in den Besitz der Stadt Prenzlau. Im Jahr 1961 erfolgte die Eingemeindung von Ellingen in die Gemeinde Dedelow.

## Einwohnerentwicklung
| Jahr | Einwohner |
| ---- | --------- |
| 1774 | 151       |
| 1803 | 164       |
| 1816 | 141       |
| 1840 | 213       |
| 1861 | 230       |
| 2009 | 90        |

## Bedeutende Bauten und Gedenkstätten

### Dorfkirche Ellingen

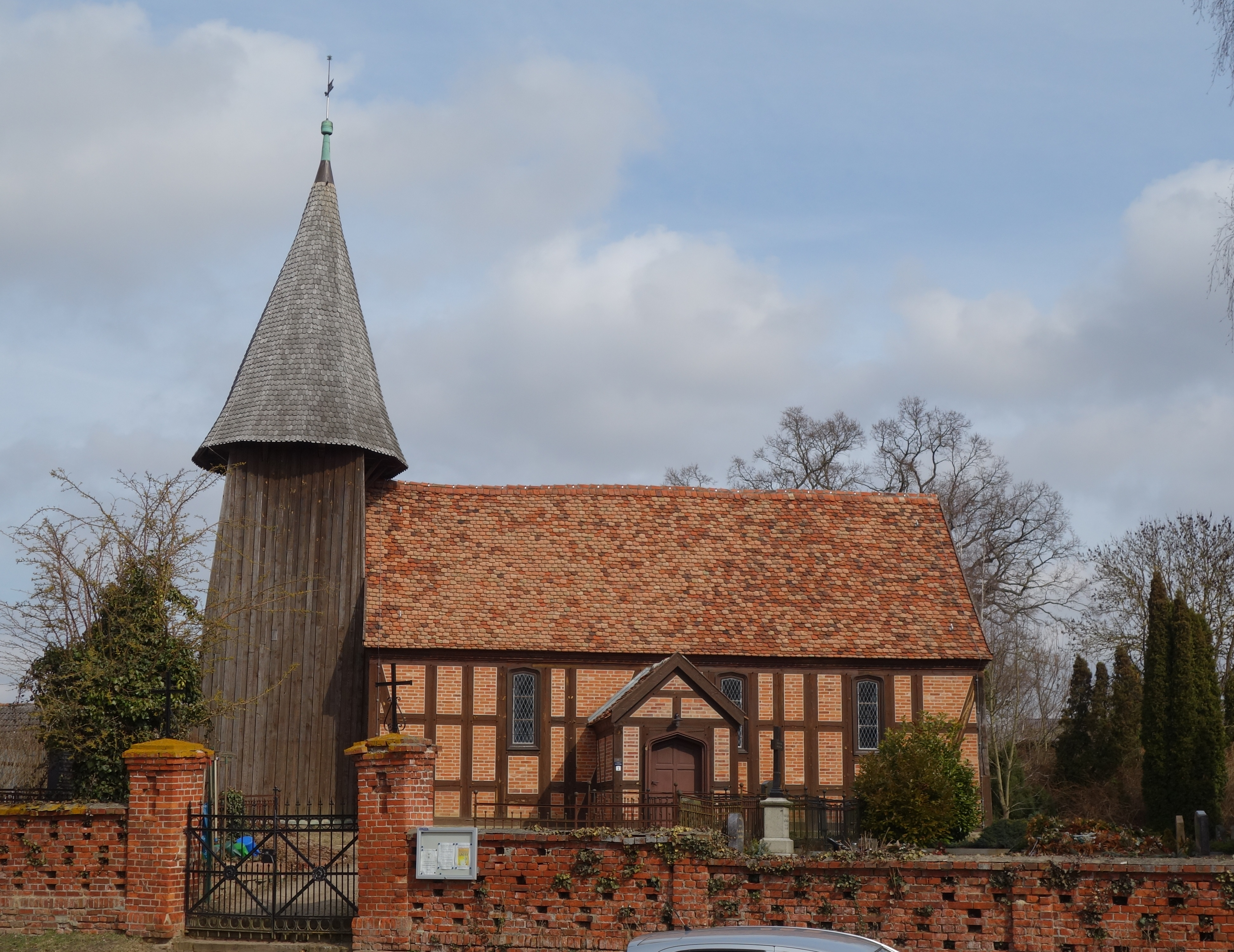
Dorfkirche

Die Kirche Ellingen ist ein Fachwerkbau aus dem 17. Jahrhundert und wurde Anfang des 19. Jahrhunderts verändert. Der neben der Kirche stehende aus Brettern bestehende Westturm entstand Ende des 17. Jahrhunderts. Die Innenkonstruktion des Turms stammt aus dem Jahr 1456 und die Wetterfahne aus dem Jahr 1738. Der Kirchturm in Ellingen ist der älteste Holzturm in der Uckermark. Es wird vermutet, dass im Mittelalter auch in Ellingen die Kirche eine Feldsteinkirche war. Der Altaraufsatz stammt aus der 1. Hälfte des 17. Jahrhunderts und ist mit viel Dekor, Passionsreliefs, Figurenschmuck und einer Kartusche mit einem Majestas Domini Bildschema versehen. Oben sind zwei spätgotische Schnitzfiguren. Die Kanzel stammt aus dem 17. Jahrhundert, die Sitzplätze und die Empore sind aus einer jüngeren Bauzeit. Die Orgel auf der Empore stammt aus dem Jahr 1873.

### Gefallenendenkmal Ellingen

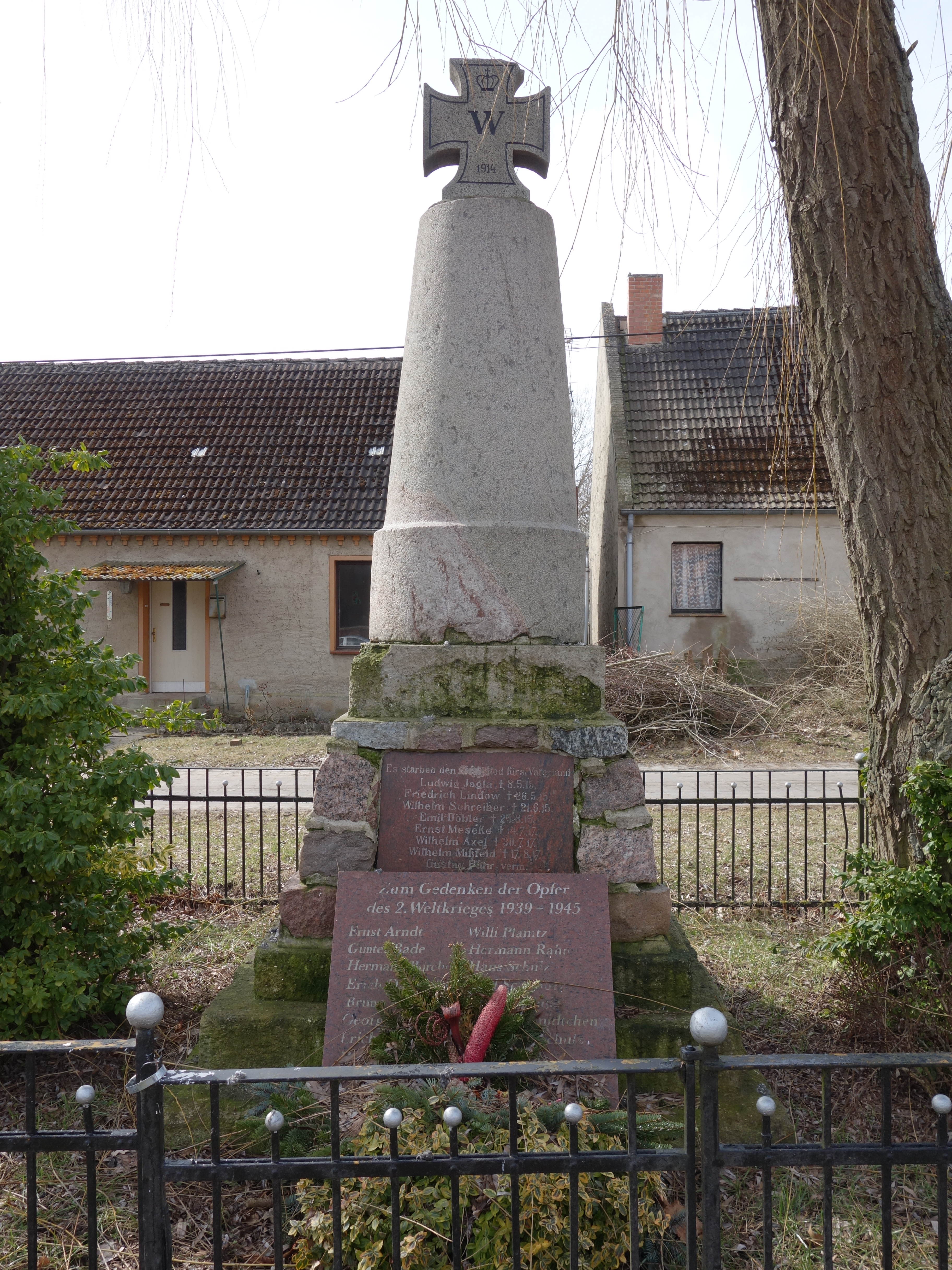
Gefallenendenkmal

Das Gefallenendenkmal steht an der Straße gegenüber der Kirche. Auf einem Granitsteinsockel steht eine Stele. Auf der Spitze der Stele ist ein Eisernes Kreuz mit einem W (für Wilhelm II). Der Sockel enthält eine Platte mit der Inschrift „Es starben den Heldentod fürs Vaterland“. Unter der Inschrift stehen Namen von gefallenen Soldaten. Vor dem Sockel steht eine Platte mit der Inschrift „Zum Gedenken der Opfer des 2. Weltkrieges 1939 – 1945“.

### Sühnekreuz Ellingen

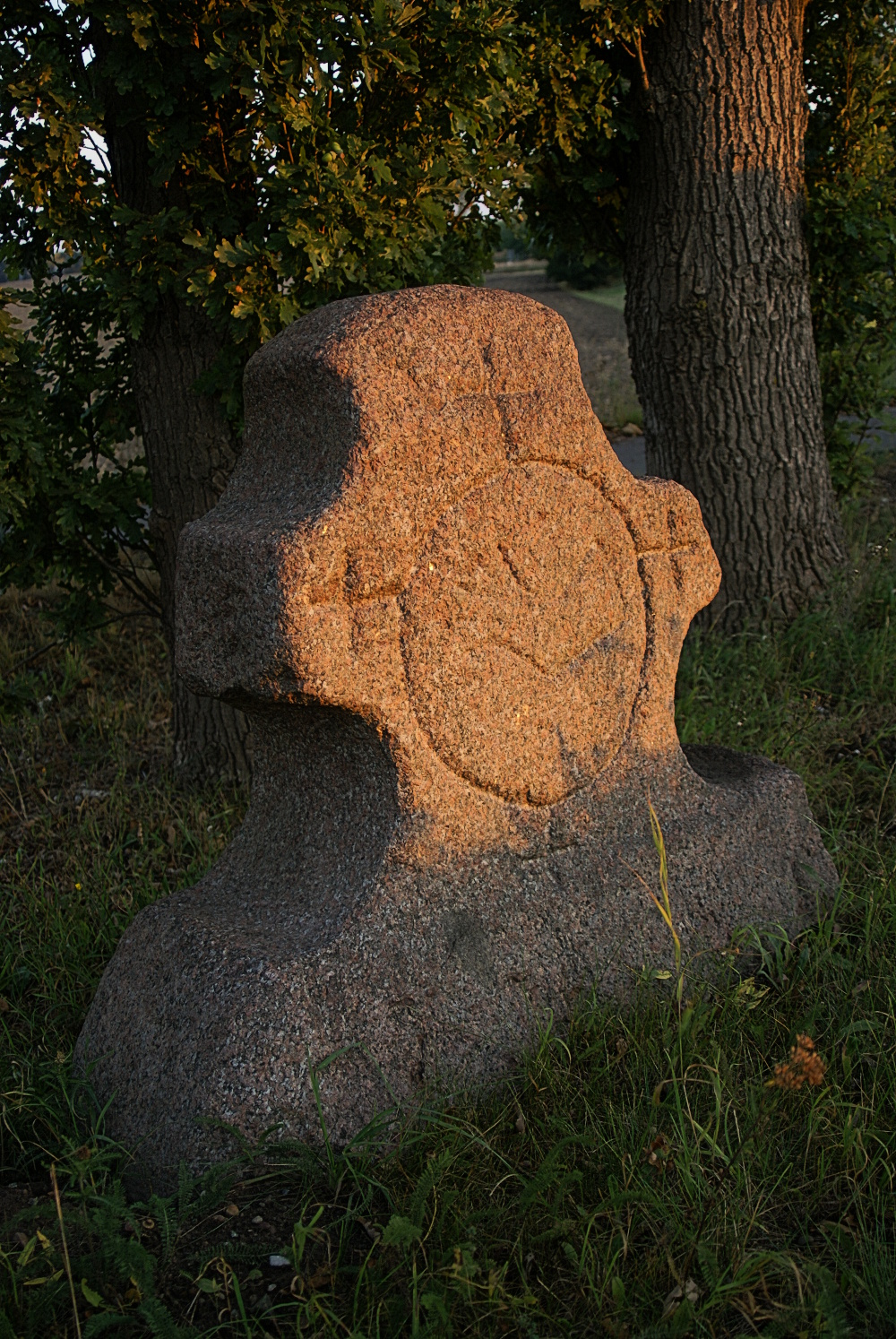
Sühnekreuz Ellingen

Das Sühnekreuz ist aus Granit und zeigt auf der Ostseite eine Hand mit gespreizten Fingern in einem Kreis. Dem sind in gleicher Entfernung voneinander vier Kreuze aufgesetzt. Die Westseite weist auch einen Kreis auf, der jedoch aus den beiden halbierenden Durchmessern ein Kreuz enthält. Die Enden der Durchmesser zeigen außerhalb wieder die vier aufgesetzten Kreuze. Ursprünglich stand das Steinkreuz am Chauseerand, wurde jedoch im Jahr 1938 umgesetzt. Heute steht es am Abzweig der L 258 von der B 198.

### Weitere Sehenswürdigkeiten
- Flurkreuz von Ellingen
- Denkmal an der Straße Ellingen-Schönwerder

### Verkehrsanbindung
Durch Ellingen verläuft die L258 in Richtung Prenzlau (Süd) und Pasewalk über Trebenow und Nechlin (Nord), die B 198 verläuft nur ca. 1 km westlich von Ellingen. Die Bundesautobahnen 11 und 20 verlaufen in der Nähe des Dorfes bei Prenzlau. Bis zum 27. Mai 1995 gab es noch den Haltepunkt Ellingen (Uckermark) an der Bahnstrecke Prenzlau–Strasburg mit Zügen in Richtung Strasburg (Uckermark), Fürstenwerder (nur bis zum 30. September 1978) und Prenzlau, der vor dem Zweiten Weltkrieg durch die Prenzlauer Kreisbahnen und ab 1. April 1949 durch die Deutsche Reichsbahn bedient wurde.
Heute gibt es eine Bushaltestelle innerhalb des Ortes und eine außerhalb an der B 198 (ca. 1 km vom Ort entfernt). An der Haltestelle innerhalb des Ortes fahren Montag bis Freitag Busse der Linien 411 (Prenzlau–Dedelow) und 414 (Prenzlau–Wolfshagen), die beide zusammen einen 2-Stunden-Takt zwischen Prenzlau und Ellingen ergeben. An der Haltestelle außerhalb des Ortes verkehren Montag bis Freitag Busse der Linien 401 (Prenzlau–Woldegk) und 413 (Prenzlau–Strasburg (Uckermark)), die zusammen einen 2-Stunden-Takt zwischen Prenzlau und Ellingen ergeben. Am Samstag, Sonntag und an Feiertagen verkehren nur drei Rufbusse auf der Linie 401. Direkt neben dem Ort (östlich) verläuft der Radfernweg Berlin–Usedom und die Windrad-Tour. Der nächste internationale Flughafen Stettin-Goleniów liegt ca. 88 km nordöstlich von Ellingen.